# Régénération naturelle assistée
Ne doit pas être confondu avec Régénération naturelle.

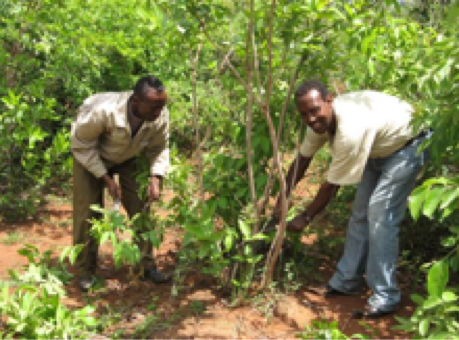
Exemple de régénération naturelle assistée : processus de coupe des rejets plus faible pour favoriser le plus résistant.

La régénération naturelle assistée est une technique utilisée en agroforesterie, particulièrement dans les zones arides ou semi-arides, pour reboiser un terrain dont les arbres ont été coupés.
Cette méthode traditionnelle, mais théorisée dans les années 1980 notamment par Haïdar El Ali, est notamment mise en place de manière intensive dans les pays du Sahel sud-saharien au cours des années 2000. Elle s'y révèle particulièrement adaptée, aussi bien en termes de coûts de revient qu'en termes de résultats sur la couverture végétale finale des sols.

## Principe
Le principe de la régénération naturelle assistée est la sélection du rejet le plus favorisé d'une souche. Les autres rejets sont ensuite coupés pour que la croissance s'intensifie dans le rejet restant, ce qui s'oppose à la pratique du taillis dans laquelle de nombreux rejets sont conservés.
La technique peut être utilisée sur des terres semi-arides aussi bien que sur des mangroves.
La sélection des essences à conserver et favoriser peut se faire simplement suivant une logique de reproduction de la couverture antérieure, ou suivant une logique de sélection des espèces ; dans ce dernier cas, la couverture résultante est appelée « parc construit ». Les études menées depuis 2005 relèvent la sélection de 49 espèces de quinze familles, dont 21 légumineuses et huit Combretaceae. L'immense majorité de ces espèces, soit 93 % sont des espèces locales. Les essences généralement les plus retenues sont faidherbia albida, le karité, parkia biglobosa, lannea microcarpa.
La densité d'arbres à l'hectare varie beaucoup suivant les études menées, entre 19 et 360 sujets par hectare. Cependant, dans le cas spécifique du Niger, plus avancé dans la mise en œuvre, une densité moyenne de cent à cent cinquante sujets à l'hectare est généralement constatée. La densité des sites où cette forme de reboisement est pratiquée est supérieure de 12 à 16 sujets par hectare aux zones de reboisement ex nihilo. Les programmes de promotion de la régénération naturelle assistée s'accordent sur une densité « finale » souhaitée de quarante sujets à l'hectare environ.
Les études les plus récentes montrent que l'accroissement de la densité d'arbres améliore les propriétés nutritives des sols, notamment en termes de fixation de l'azote et du carbone. La fixation du carbone dans les sols a augmenté de 25 à 46 % dans les zones de mise en œuvre de la régénération naturelle assistée, les taux les plus élevés étant mesurés dans les sols sableux. Cet accroissement est pour partie dû à l'augmentation de biomasse, mesurable par l'augmentation des racines et de la litière de feuille. Mais il est également dû à la baisse de la température au ras du sol, qui minimise l'efflux de dioxyde de carbone.
En particulier, la présence de faidherbia albida, qui perd ses feuilles en début de saison des pluies, permet d'une part une libération de nutriments dans le sol au moment où les autres cultures en ont besoin, et d'autre part une limitation de la concurrence entre espèce pour accéder à la lumière et à l'eau.
Une étude universitaire menée en 2018 dans la commune d'Aguié au Niger montre que dix espèces végétales y ont été les principales bénéficiaires de la régénération naturelle assistée : combretum glutinosum (8,4%), guiera senegalensis (8,3%), piliostigma reticulatum (8,1%), balanites aegyptiaca (7%), faidherbia albida (6,8%), annona senegalensis (6,2%), ziziphus mauritiana (4,8%), cassia singueana (4,1%), azadirachta indica (4%) et prosopis africana (3,6%) ; ces dix espèces constituent plus de soixante pour cent des essences valorisées.

## Lieux de mise en œuvre
La zone privilégiée pour la mise en place de la régénération naturelle assistée est le Sahel sud-saharien, qui s'étend du Sénégal jusqu'au Tchad, ainsi que d'autres zones semi-arides en Afrique de l'Est, depuis le Soudan jusqu'au Malawi. Ces zones cumulent en effet les conditions difficiles à la survie du couvert végétal : taux d'humidité faible, températures diurnes élevées, longue saison sèche et sécheresses fréquentes. D'un point de vue agro-pastoral, la régénération naturelle assistée est particulièrement appropriée dans les lieux où coexistent agriculture céréalière vivrière et élevage.
La mise en œuvre de cette technique n'est toutefois pas limitée aux zones arides. Elle peut être également mise en place en zone intertropicale, dans des secteurs dont la végétation a été éradiquée à cause des cultures sur brûlis. En 2010, une première expérimentation en ce sens est menée sur les plateaux Batéké avec trente volontaires et se poursuit au moins jusqu'en 2014. À cette date, une seconde expérimentation est lancée dans la région de Kisangani. La diversité locale des espèces et le climat beaucoup plus favorable obligent les participants à plus soigneusement choisir les espèces favorisées qu'en zone semi-aride. Un représentant de chaque espèce au moins est conservé dans chaque parcelle, pour favoriser un étagement de la canopée et éviter que l'ombre portée sur le sol soit trop importante et entrave la bonne croissance des cultures.

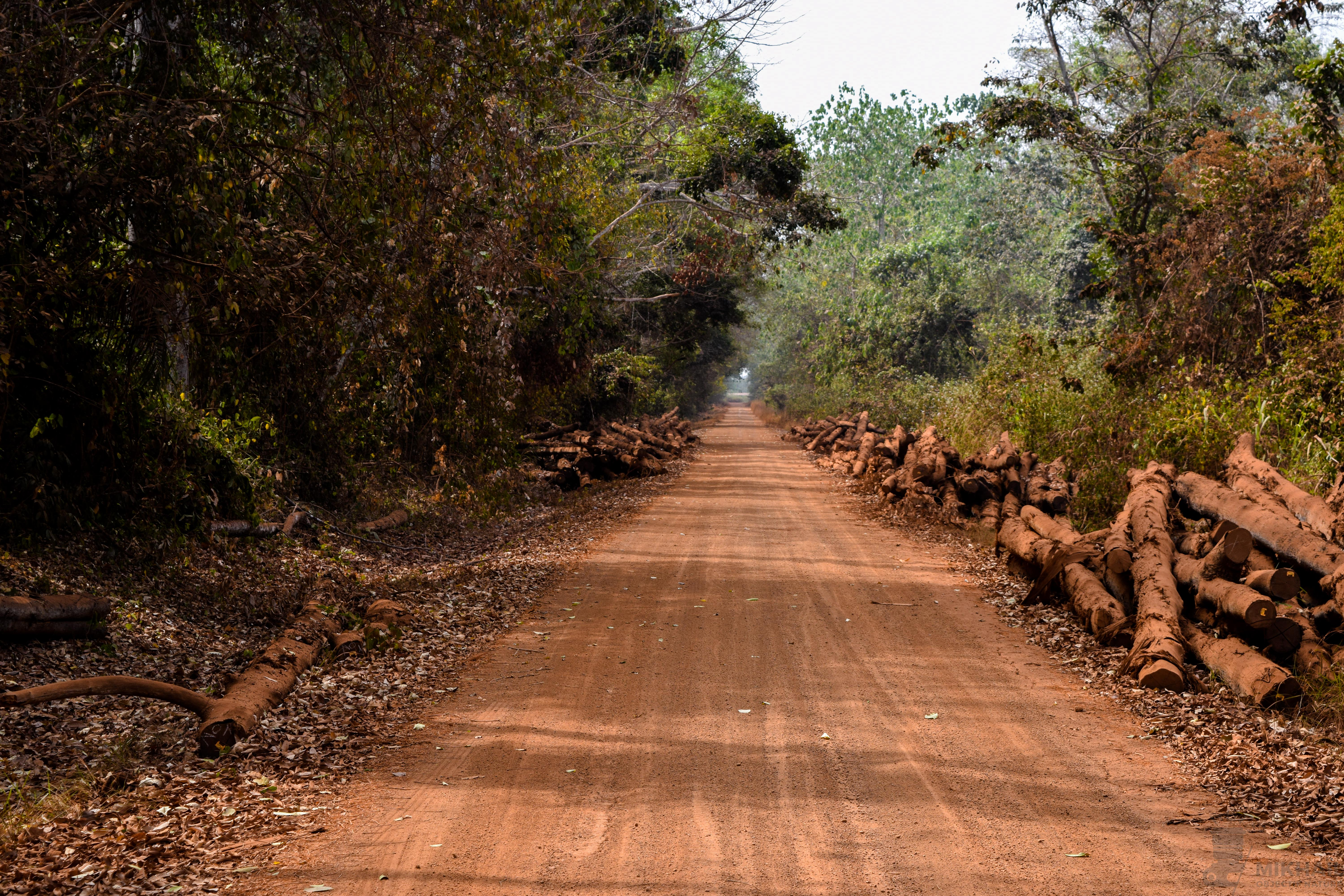
Grumes de teck dans la forêt de la Lama.

Une autre expérimentation a été menée au Bénin, dans la forêt de la Lama, sur le peuplement particulier de teck qui exige, pour une bonne croissance, un sol profond, bien drainé, à forte teneur en bases, en particulier le calcium, le magnésium et le phosphore, et un pH neutre ou légèrement acide. Sur les plantations de teck, l'Office national du bois utilise la régénération naturelle assistée depuis 1989. Il ressort de cette étude que, dans ce milieu et avec cette population d'arbres, la densité des plants ainsi que leur hauteur ou leur diamètre sont beaucoup plus sensibles à la qualité des sols qu'à la méthode choisie de sélection. En revanche, l'énorme avantage de la régénération naturelle assistée est son coût plus de trois fois inférieur aux autres méthodes testées ; ce coût plus faible a pu être obtenu en associant les populations locales assurées d'une ressource en bois.

## Historique
Le concept de cette régénération est ancien. Mais il a été popularisé, notamment à la fin du XXe siècle, par Tony Rinaudo, récipiendaire en 2018 du Prix Nobel alternatif pour cette action. Des ONG mettent en place progressivement la méthode dans le Sahel sud-saharien à partir des années 1970.
Tony Renaudo, parfois appelé « Forestmaker », met en œuvre cette action au Niger, plus précisément au Maradi, à partir de 1983,, où il lance un vaste programme sur six millions d'hectares (60 000 kilomètres carrés), en favorisant la repousse de deux cent quarante millions d'arbres. Les terres reforestées, dans les régions de Maradi puis de Zinder, couvrent de cinq à six millions d'hectares et ont depuis été plantées en céréales et produisent environ cinq cent mille tonnes annuelles de grain, soit de quoi nourrir environ deux millions et demi de personnes,.
À l'automne 2019, en marge de la COP25, un groupe d'ONG s'engage à financer à hauteur de 85 millions de dollars un projet nommé Grand African Savannah Green Up, dans le but de stocker, à l'horizon 2050, environ vingt milliards de tonnes annuelles de CO2. Le programme nigérien a reçu pour la première fois le 21 février 2020 un financement international au titre du Crédit-carbone. La région de Koné Béri, qui s'est lancée dans la régénération de plants d'acacias du Sénégal en 2006. De 2017 à 2019, la Banque Mondiale vient contrôler la réalité de la couverture végétale et son efficacité en matière de captation du carbone, ce qui permet le versement de 450 000 dollars aux vingt-six communautés rurales participantes.
Du côté universitaire, la production d'études et d'analyses de la régénération naturelle assistée a fortement crû, montrant l'intérêt des chercheurs pour cette technique. Une seule publication scientifique était recensée en 2005 ; quatorze ans plus tard, trente différents articles sont parus — vingt-quatre en anglais et six en français — pour analyser l'efficacité de cette technique et en particulier son application au reboisement en Afrique ; treize de ces articles concernent uniquement le Niger.

## Avantages
Un des principaux atouts de la régénération naturelle assistée est d'être une technique nécessitant très peu de matériel, d'investissement et pas d'irrigation. Le système racinaire en place permet également un taux de survie des arbres beaucoup plus élevé que dans le cas d'une plantation ex nihilo. Au Niger, les essais de reboisement menés dans les années 1960-1970 s'étaient soldés par des taux de perte avoisinant les 80 %. Par ailleurs, le prêt de terre est une pratique courante mais très encadrée au Niger ; il est ainsi interdit de planter des arbres sur une terre empruntée ; la régénération naturelle assistée permet de respecter cet interdit tout en restaurant la couverture végétale.
La présence, au bout d'une dizaine d'années de repousse, d'arbres de haute tige, empêche le vent de soulever et de transporter la poussière, bloquant ainsi le processus de désertification et permettant de protéger les semis contre ces vents. Cette technique permet en outre un accroissement de la biodiversité, ou du moins un maintien de la diversité existante, surtout si des semis sont pratiqués.

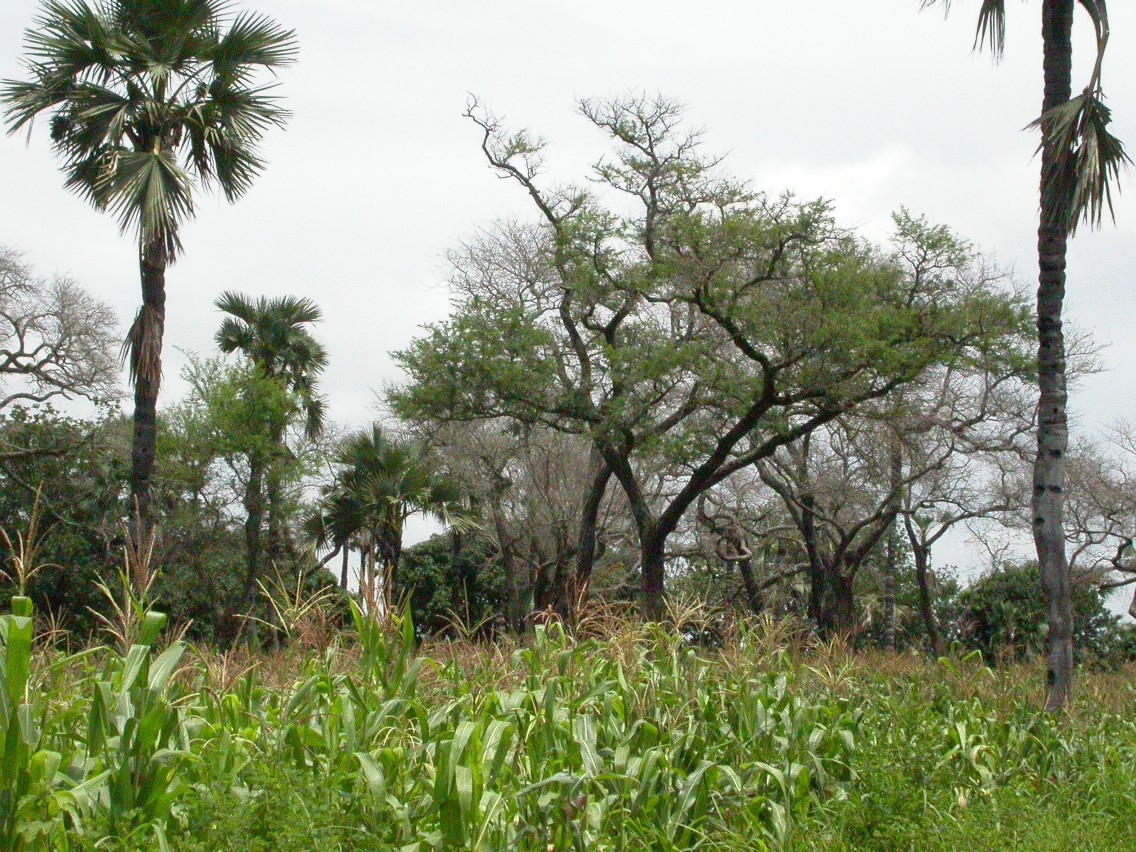
Agroforesterie au Burkina Faso : culture de maïs sous des plants de Borassus akeassii et de Faidherbia albida.

Un autre avantage est l'accroissement des rendements. Une fois que les arbres ont repoussé, que la chute des feuilles a suffisamment nourri le sol, et que les déjections des animaux ont enrichi la terre, des cultures peuvent être mises en place autour des arbres régénérés. Le rendement de ces cultures (notamment en ce qui concerne le mil ou les arachides) peut être, suivant les sites, plus de deux fois supérieur dans les parcelles régénérées que dans les parcelles « nues »,, avec une moyenne d'environ cent kilogrammes de récolte annuelle supplémentaire par hectare,,. Au Niger, l'agroforesterie a permis d'accroître la production agricole annuelle de cinq cent mille tonnes.
Par ailleurs, le fait de tailler les rejets pour favoriser les plus prometteurs permet aux habitants d'obtenir du bois. Ce bois est utilisé comme bois de chauffe, et permet ainsi de préserver les ressources en bois ainsi que les bouses, qui peuvent être utilisées pour fertiliser les sols. Il est également utilisé comme bois d'œuvre pour fabriquer des outils, ce qui est une activité encore plus rémunératrice pour la population.
Toutefois, la vente de bois de rejets est plus majoritairement le fait des plus gros propriétaires fonciers,. En ce qui concerne les brindilles et les feuilles, elles sont utilisées comme paillis, ce qui facilite le travail souterrain des termites. Les fruits de arbres ainsi régénérés, en particulier jujubes et dattes, sont plus particulièrement commercialisés par les femmes et les enfants.